# Alejandro Bell Jara
Alejandro Bell Jara (Santiago, 28 de abril de 1941 – ibídem, 24 de noviembre de 2013) fue un economista y político chileno. Fue militante del Movimiento de Acción Popular Unitaria (MAPU) y del Partido Socialista de Chile.

## Biografía
Hijo de Santiago Bell Silva y de Lucrecia Consuelo Jaras Villota. Se casó con Lily Montenegro Robertson, con quien tuvo tres hijos, Denise, Lilian y Alejandro, y luego, con Antonia Santos, con quien tuvo dos hijos, Mariana y Juan Antonio. Realizó sus estudios secundarios en el Liceo Miguel Luis Amunátegui, para luego ingresar a la Facultad de Filosofía y Letras de la Universidad de Chile. Posteriormente estudió en la Escuela de Sociología de la Universidad de Londres y, más adelante realizó un postgrado en Economía del Desarrollo en la Universidad de Cambridge, donde obtuvo el título de "MPhil" en 1984.
Durante el gobierno de la Unidad Popular fue gobernador del departamento Presidente Aguirre Cerda, siendo nombrado en dicho cargo el 12 de noviembre de 1970 y ocupándolo hasta 1972, cuando asumió una candidatura a diputado para las elecciones parlamentarias de 1973.
En 1973 fue elegido diputado por la Decimocuarta Agrupación Departamental Linares, Loncomilla y Parral. Integró la Comisión Permanente de Defensa Nacional, Educación Física y Deportes; y la de Vivienda y Urbanismo. Su período parlamentario finalizó en septiembre de ese año, debido al Golpe de Estado. Tras esto, tuvo que partir al exilio político en Inglaterra.
A su regreso a Chile se unió a la Convergencia Socialista, para luego ingresar al Partido Socialista (PS).
Trabajó como asesor del Servicio Nacional de la Mujer y como evaluador de Proyectos de Cooperación al Desarrollo de la Unión Europea.
En 1996 fue candidato a concejal por La Reina, donde no resultó elegido.
Director de la Zona Franca de Iquique (ZOFRI) desde 1999 hasta 2002. En el año 2000 fue nombrado Secretario Regional Ministerial de Hacienda en la Región de Tarapacá, cargo al que renunció en abril de 2002. Fue director de la Corporación del Museo del Salitre, en el año 2001.
Se alejó del PS en 2009, debido al apoyo que le entregó a Marco Enríquez-Ominami en la elección presidencial de ese año.
Falleció en noviembre de 2013 debido a las secuelas sufridas luego de un accidente automovilístico.

## Historia electoral

### Elecciones parlamentarias de 1973
- Elecciones parlamentarias de 1973 para la Provincia de Linares[6]

| Candidato                                 | Partido                    | Votos  | %       | Resultado |
| ----------------------------------------- | -------------------------- | ------ | ------- | --------- |
| A. Confederación de la Democracia         |                            |        |         |           |
| Guido Castilla Hernández                  | PDC                        | 11 459 | 15,78 % | Diputado  |
| Enrique Zorrilla Concha                   | PDC                        | 8310   | 11,44 % |           |
| Fernando Romero Vásquez                   | PN                         | 18 341 | 25,26 % | Diputado  |
| Jorge Ibáñez Vergara                      | PIR                        | 4191   | 5,77 %  |           |
| Votos de Lista                            | CODE                       | 497    | 0,68 %  |           |
| B. Unidad Popular                         |                            |        |         |           |
| Alejandro Bell Jara                       | MAPU                       | 8381   | 11,54 % | Diputado  |
| Carlos Villalobos Sepúlveda               | PS                         | 16 848 | 23,20 % | Diputado  |
| Enrique Brinkmann Parada                  | API                        | 633    | 0,87 %  |           |
| Joaquín Morales Abarzúa                   | PR                         | 3063   | 4,22 %  |           |
| Votos de Lista                            | UP                         | 634    | 0,87 %  |           |
| C. Unión Socialista Popular               |                            |        |         |           |
| Héctor Enrique Belmar Hernández           | USOPO                      | 252    | 0,35 %  |           |
| Votos válidamente emitidos                | Votos válidamente emitidos | 72 609 | 97,67 % |           |
| Votos nulos                               | Votos nulos                | 1111   | 1,49 %  |           |
| Votos en blanco                           | Votos en blanco            | 620    | 0,83 %  |           |
| Total de votos emitidos                   | Total de votos emitidos    | 74 340 | 100 %   |           |
| Fuente: Dirección del Registro Electoral. |                            |        |         |           |

### Elecciones municipales de 1996
- Alcalde y concejales para la comuna de La Reina[7]

| Candidato                     | Pacto                          | Partido | Votos  | %     | Resultado |
| ----------------------------- | ------------------------------ | ------- | ------ | ----- | --------- |
| Fernando Castillo Velasco     | Concertación por la Democracia | PDC     | 14 929 | 31,09 | Alcalde   |
| María Olivia Gazmuri Schleyer | Unión por Chile                | RN      | 10 547 | 21,97 | Concejal  |
| Elizabeth Armstrong González  | Unión por Chile                | UDI     | 8129   | 16,93 | Concejal  |
| Sandra Papic                  | Concertación por la Democracia | PDC     | 3745   | 7,80  | Concejal  |
| Martha Stefanowsky Bandyra    | Unión por Chile                | RN      | 2648   | 5,85  | Concejal  |
| Sergio Valderrama Saavedra    | Concertación por la Democracia | PRSD    | 1010   | 2,10  | Concejal  |
| Catalina Palma Herrera        | Concertación por la Democracia | PS      | 904    | 1,88  |           |
| Moisés Yáñez Jara             | La Izquierda                   | PC      | 715    | 1,49  |           |
| Alejandro Bell Jara           | Concertación por la Democracia | PS      | 710    | 1,48  |           |